# Forteresse de Greben
La forteresse de Greben est située en Bosnie-Herzégovine, sur le territoire du village de Krupa na Vrbasu et sur celui de la Ville de Banja Luka, la capitale de la république serbe de Bosnie, en Bosnie-Herzégovine. Mentionnée pour la première fois en 1192, elle est inscrite sur la liste provisoire des monuments nationaux de Bosnie-Herzégovine.

## Localisation
La forteresse de Greben se trouve à 25 km de Banja Luka, sur le territoire de la localité de Krupa na Vrbasu et à proximité du monastère de Krupa na Vrbasu.

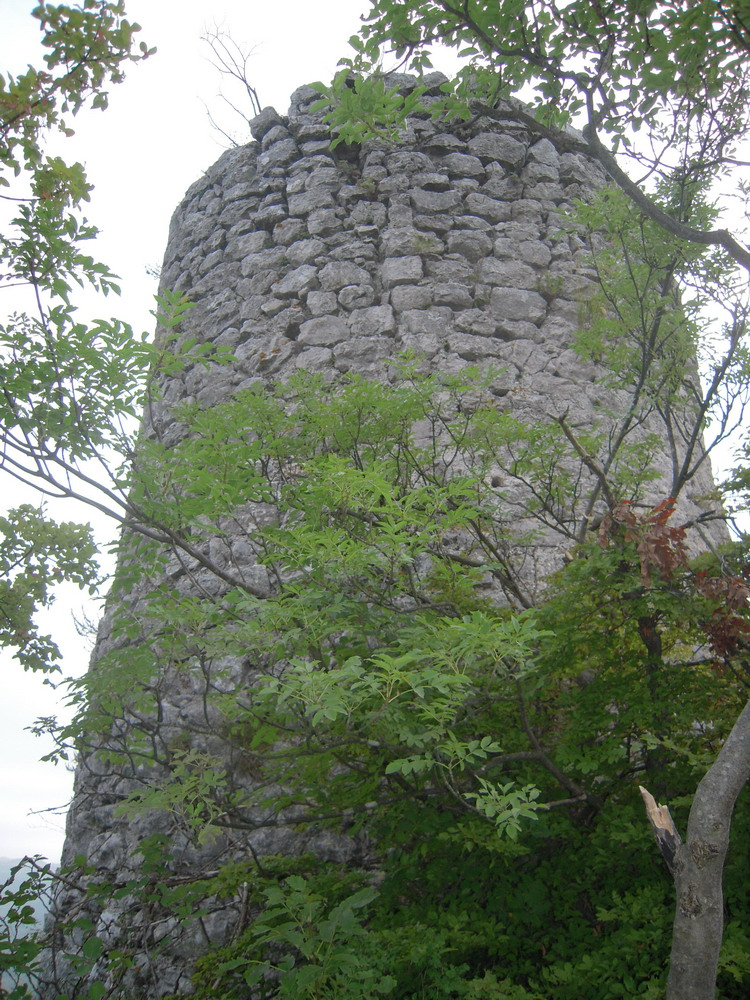
Détail d'une tour

## Histoire
La forteresse de Greben est mentionnée pour la première fois en 1192. Au XIVe siècle, elle était contrôlée par les Hrvatinić, une grande famille de féodaux de Bosnie, ainsi qu'en attestent des chartes signées en 1374 et 1375. Elle fit ensuite partie de la Banovine de Jajce, qui fut conquise par les Ottomans en 1527 et 1528. Aujourd'hui, l'essentiel de la forteresse est ruiné, à l'exception d'une tour qui domine la rivière Vrbas et d'un rempart qui descend jusqu'à la rivière.

## Description

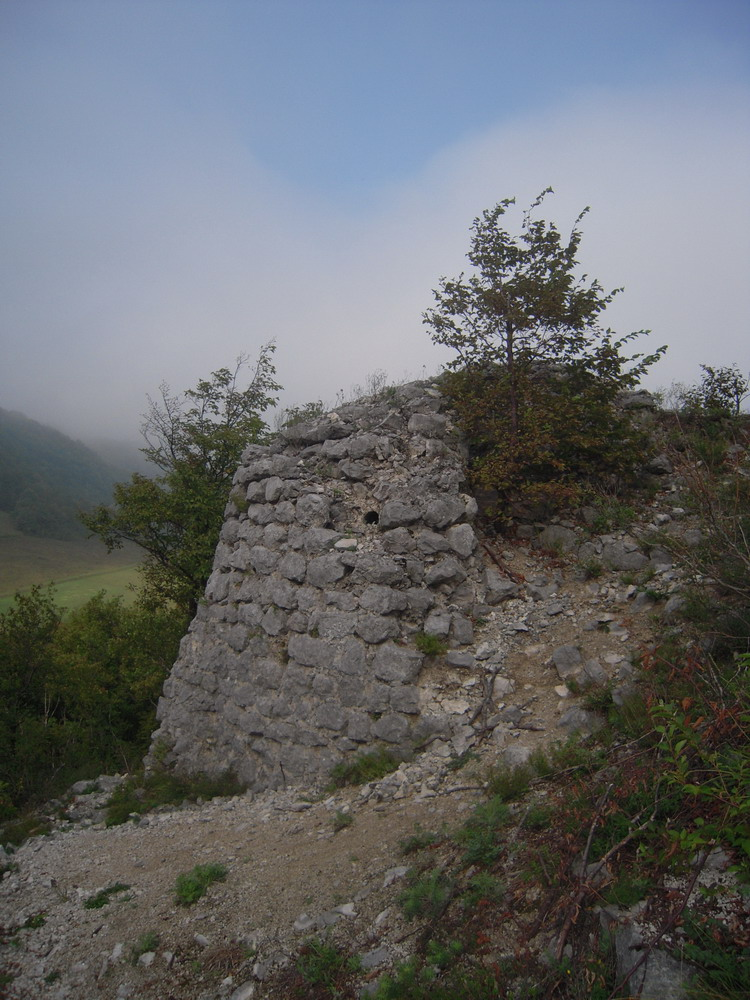
Détail d'un mur